# ARG2
ARG2 (англ. Arginase 2) – білок, який кодується однойменним геном, розташованим у людей на короткому плечі 14-ї хромосоми. Довжина поліпептидного ланцюга білка становить 354 амінокислот, а молекулярна маса — 38 578.
| 10         |  | 20         |  | 30         |  | 40         |  | 50         |
| ---------- |  | ---------- |  | ---------- |  | ---------- |  | ---------- |
| MSLRGSLSRL |  | LQTRVHSILK |  | KSVHSVAVIG |  | APFSQGQKRK |  | GVEHGPAAIR |
| EAGLMKRLSS |  | LGCHLKDFGD |  | LSFTPVPKDD |  | LYNNLIVNPR |  | SVGLANQELA |
| EVVSRAVSDG |  | YSCVTLGGDH |  | SLAIGTISGH |  | ARHCPDLCVV |  | WVDAHADINT |
| PLTTSSGNLH |  | GQPVSFLLRE |  | LQDKVPQLPG |  | FSWIKPCISS |  | ASIVYIGLRD |
| VDPPEHFILK |  | NYDIQYFSMR |  | DIDRLGIQKV |  | MERTFDLLIG |  | KRQRPIHLSF |
| DIDAFDPTLA |  | PATGTPVVGG |  | LTYREGMYIA |  | EEIHNTGLLS |  | ALDLVEVNPQ |
| LATSEEEAKT |  | TANLAVDVIA |  | SSFGQTREGG |  | HIVYDQLPTP |  | SSPDESENQA |
| RVRI       |  |            |  |            |  |            |  |            |

A: Аланін

C: Цистеїн

D: Аспарагінова кислота

E: Глутамінова кислота

F: Фенілаланін

G: Гліцин

H: Гістидин

I: Ізолейцин

K: Лізин

L: Лейцин

M: Метіонін

N: Аспарагін

P: Пролін

Q: Глутамін

R: Аргінін

S: Серин

T: Треонін

V: Валін

W: Триптофан

Кодований геном білок за функцією належить до гідролаз. 
Білок має сайт для зв'язування з іонами металів, іоном марганцю. 
Локалізований у мітохондрії.